# Система GAL4/UAS
Система GAL4/UAS — это биохимический метод, который используется для изучения экспрессии генов и их функций в различных модельных организмах, в основном в фруктовых мушках Drosophila. Эта система также может быть адаптирована для исследования влияния агонистов и антагонистов на различные рецепторы в клеточных линиях. Система GAL4/UAS была разработана Андреа Брэнд и Норбертом Перимоном в 1993 году и является мощным инструментом для изучения экспрессии генов . Данная система состоит из двух частей: ген GAL4, кодирующий дрожжевой транскрипционный активатор GAL4 и энхансера UAS, который активируется фактором GAL4 и запускает транскрипцию генов под его контролем.
Существует много линий модельных организмов, которые экспрессируют GAL4 в определённых тканях, в основном это линии фруктовых мушек, которые так и называются GAL4 линии. Ткани таких линий Drosophila могут быть очень специфичны, кроме того, GAL4 не оказывает значительного влияния на фенотип. Вторая часть системы называется репортерной. Это линии мух полностью модифицированных репортерными генами под контролем энхансера UAS.
Типичными репортерными генами являются:
1. Флуоресцентные белки (GFP, RFP)
2. Чанелродопсин (ChR1, ChR2)
3. Алородопсин (NpHR)
4. Shibire[3].
5. GECI

Например, для окрашивания определённой группы нейронов в мозге Drosophila, необходимо взять определённую GAL4 линию мух и скрестить их с репортерной линией с GFP под контролем энхансера UAS. Таким образом, потомство этих двух линий будет экспрессировать GFP в этих определённых группах нейронов, которые возможно будет изучить с помощью флуоресцентного микроскопа. Кроме того, скрещивая эту же GAL4 линию мух с репортерной линией с ChR, возможно исследовать молекулярные превращения у их потомства внутри аксонов и синапсов во время изменения трансмембранного потенциала.
Белок GAL4 состоит в основном из ДНК-связывающего домена и активирующего домена. Последовательность UAS к которой присоединяется GAL4 имеет вид: CGG-N11-CCG, где N — это любое основание. Хотя GAL4 — это ген, в норме экспрессируемый только в дрожжах, было показано, что его белок выступает как транскрипционный активатор и в других модельных организмах, таких как фруктовые мушки Drosophila, человеческие клеточные линии, подчеркивая высокую консервативность этого гена в ходе эволюции.